# فهرست رستوران‌های سه ستاره میشلن
ستاره‌های میشلین یک سیستم رتبه‌بندی است که توسط کتاب قرمز راهنمای میشلن برای درجه‌بندی کیفیت رستوران‌ها استفاده می‌شود. در آغاز، کتاب راهنمای میشلن در سال ۱۹۰۰ منتشر شد تا به رانندگان فرانسوی نشان دهد که امکانات محلی مانند رستوران‌ها و مکانیک‌ها کجا هستند. سیستم رتبه‌بندی نخستین بار در سال ۱۹۲۶ با اهدای تک ستاره به رستوران‌ها معرفی شد و ستاره‌های دوم و سوم در سال ۱۹۳۳ اضافه شدند. فهرست رستوران‌های ستاره‌دار سالی یک بار به روزرسانی می‌شود. در این فهرست، معنای هر رده‌بندی به شرح زیر است:
 (یک ستاره) - بسیار خوشمزه.
 (دو ستاره) - مزهٔ عالی. چشیدن طعم غذاهای این رستوران، ارزش دور شدن از مسیر را در طی یک سفر دارد.
 (سه ستاره) - طعم استثنایی. چشیدن طعم غذاهای این رستوران، ارزش انجام سفر بخاطر آن را دارد.
مقاله حاضر تنها به رستوران‌های سه ستارهٔ میشلن می‌پردازد.

## خلاصه
راهنمای ۲۰۲۳ میشلین، ۱۵۲ رستوران با ۳ ستاره میشلین را فهرست کرده‌است.
| رتبه | کشور/منطقه          | تعداد رستوران |
| ---- | ------------------- | ------------- |
| ۱    | فرانسه و موناکو     | ۲۹            |
| ۲    | ژاپن                | ۲۱            |
| ۳    | اسپانیا             | ۱۵            |
| ۴    | ایتالیا             | ۱۳            |
| ۴    | ایالات متحده آمریکا | ۱۳            |
| ۶    | هنگ کنگ و ماکائو    | ۱۰            |
| ۷    | آلمان               | ۹             |
| ۷    | بریتانیا            | ۹             |
| ۹    | سرزمین اصلی چین     | ۵             |
| ۱۰   | سوئیس               | ۴             |
| ۱۱   | تایوان              | ۳             |
| ۱۱   | سنگاپور             | ۳             |
| ۱۳   | بلژیک               | ۲             |
| ۱۳   | دانمارک             | ۲             |
| ۱۵   | هلند                | ۱             |
| ۱۵   | اتریش               | ۱             |
| ۱۵   | نروژ                | ۱             |
| ۱۵   | اسلوونی             | ۱             |
| ۱۵   | کرهٔ جنوبی           | ۱             |
| ۱۵   | سوئد                | ۱             |

## لیست رستوران‌های ۳ ستاره میشلن بر اساس کشور در آخرین نسخهٔ منتشرشده

### آلمان
| مکان      | نام رستوران                          | سرآشپز          | سه ستاره از سال |
| --------- | ------------------------------------ | --------------- | --------------- |
| بایرسبرون | رستوران بارایس                       | کلاوس-پیتر لومپ | ۲۰۰۸            |
| برلین     | روتس                                 | مارکو مولر      | ۲۰۲۰            |
| درایس     | والدهتل زونورا                       | کلمنس رامبیشلر  | ۱۹۹۹            |
| هامبورگ   | تیبل کوین فلینگ                      | کوین فلینگ      | ۲۰۱۶            |
| پیشپورت   | شانتش. رستوران.                      | توماس شانتش     | ۲۰۲۲            |
| پرل       | غذاخوری عالی ویکتور با کریستیان بائو | کریستیان بائو   | ۲۰۰۵            |
| بایرسبرون | اتاقِ موقتِ جنگلِ سیاه                  | تورستن میشل     | ۲۰۲۱            |
| وولفسبورگ | آکوا                                 | سون الورفلت     | ۲۰۰۹            |
| مونیخ     | یان                                  | یان هارتویش     | ۲۰۲۳            |

### اتریش
| مکان | نام رستوران    | سرآشپز      | سه ستاره از سال |
| ---- | -------------- | ----------- | --------------- |
| وین  | رستوران آمادور | خوان آمادور | ۲۰۱۹            |

### اسپانیا
| مکان                 | نام رستوران             | سرآشپز                                        | سه ستاره از سال |
| -------------------- | ----------------------- | --------------------------------------------- | --------------- |
| بارسلون              | لاسارته                 | مارتین براساتگی و پائولو کاساگرانده           | ۲۰۱۶            |
| بارسلون              | آباک                    | ژردی کروس                                     | ۲۰۱۸            |
| بارسلون              | آشپزخانه برادران تورس   | سرخیو و خاویر تورِس                            | ۲۰۲۲            |
| بارسلون              | دیسفروتار               | اوریول کاسترو، ماتئو کاسانیاس و ادوارد شاتروک | ۲۰۲۴            |
| دنیا                 | رستوران کیکه داکوستا    | کیکه داکوستا                                  | ۲۰۱۲            |
| پوئرتو د سانتا ماریا | آپونینته                | آنخل لئون                                     | ۲۰۱۸            |
| خیرونا               | سِلِر دِ کان روکا          | ژوان رکا                                      | ۲۰۰۹            |
| لارابتسو             | آسورمِـندی               | انکو آتسا                                     | ۲۰۱۳            |
| لاسارته-اوریا        | رستوران مارتین براساتگی | مارتین براساتگی                               | ۲۰۰۱            |
| مادرید               | دایوِرسو                 | داوید مونیوس                                  | ۲۰۱۴            |
| سان سباستیان         | آرساک                   | خوان ماری آرساک و النا آرساک                  | ۱۹۸۹            |
| سان سباستیان         | آکلاره                  | پدرو سوبیخانا                                 | ۲۰۰۶            |
| کوردوبا              | نور                     | پاکو مورالس                                   | ۲۰۲۴            |
| بیابِـرده دِ پونتونِس   | سنادور دِ آموس           | خسوس سانچس                                    | ۲۰۲۰            |
| کاسرس                | آتریو                   | تونیو پرس                                     | ۲۰۲۳            |

### اسلوونی
| مکان    | نام رستوران | سرآشپز | سه ستاره از سال |
| ------- | ----------- | ------ | --------------- |
| کوبارید | هیشا فرانکو | آنا رُش | ۲۰۲۳            |

### ایالات متحده آمریکا
| مکان          | نام رستوران          | سرآشپز                          | سه ستاره از سال |
| ------------- | -------------------- | ------------------------------- | --------------- |
| شیکاگو        | آلینیا               | گرنت اکتز و داگ اَلی             | ۲۰۱۱            |
| شیکاگو        | اسمیث                | جان شیلدز                       | ۲۰۲۳            |
| هلدزبرگ       | سینگل‌ثرد             | کایل کِناتان                     | ۲۰۱۹            |
| نیویورک       | لو برناردن           | اریک ریپر، کریس مولر، اریک گستل | ۲۰۰۶            |
| نیویورک       | پرسِـی                | توماس کلر و کوری چو             | ۲۰۰۶            |
| نیویورک       | ماسا                 | ماسا تاکایاما                   | ۲۰۰۹            |
| نیویورک       | اِلِوِن مَدیسون پارک     | دانیل هوم و برایان لاک‌وود       | ۲۰۱۲            |
| سن دیگو       | آدیسون               | ویلیام بردلی                    | ۲۰۲۲            |
| سان فرانسیسکو | آتلیه کِرِن            | دومینیک کرن و نیک والونو        | ۲۰۱۹            |
| سان فرانسیسکو | بنیو                 | کوری لی و براندون راجرز         | ۲۰۱۵            |
| سان فرانسیسکو | کوئینس               | مایکل تاسک و نیل استتز          | ۲۰۱۷            |
| واشینگتن      | این اَت لیتل واشینگتن | پاتریک اوکانل                   | ۲۰۱۹            |
| یونتویل       | فرنچ لاندری          | توماس کلر و دیوید بریدن         | ۲۰۰۷            |

### بلژیک
| مکان    | نام رستوران | سرآشپز   | سه ستاره از سال |
| ------- | ----------- | -------- | --------------- |
| آنتورپ  | زیلته       | ویکی گون | ۲۰۲۱            |
| روسلاره | بوری        | تیم بوری | ۲۰۲۲            |

### چین
| مکان    | نام رستوران    | سرآشپز                | سه ستاره از سال |
| ------- | -------------- | --------------------- | --------------- |
| پکن     | شین رونگ جی    | ژانگ یونگ (بنیان‌گذار) | ۲۰۲۰            |
| پکن     | کینگز جوی      | گری یین               | ۲۰۲۱            |
| پکن     | چائو شانگ چائو | ژانگ ییفنگ            | ۲۰۲۴            |
| شانگهای | اولتراوایولت   | پل پره                | ۲۰۱۸            |
| شانگهای | تائیان تیبل    | استفان استیلر         | ۲۰۲۲            |

### دانمارک
| مکان   | نام رستوران | سرآشپز       | سه ستاره از سال |
| ------ | ----------- | ------------ | --------------- |
| کپنهاگ | گرانیوم     | راسموس کوفود | ۲۰۱۶            |
| کپنهاگ | نوما        | رنه ردزپی    | ۲۰۲۱            |

### سوئد
| مکان    | نام رستوران | سرآشپز        | سه ستاره از سال |
| ------- | ----------- | ------------- | --------------- |
| استکهلم | فرانسین     | بیورن فرانسین | ۲۰۱۸            |

### سوئیس
| مکان       | نام رستوران            | سرآشپز           | سه ستاره از سال |
| ---------- | ---------------------- | ---------------- | --------------- |
| باد راگاتس | خاطرات                 | سوئن واسمر       | ۲۰۲۲            |
| بازل       | اسب سپید               | پیتر کنوگل       | ۲۰۱۶            |
| کریسیه     | رستوران شهرداری        | فرانک جووانی     | ۱۹۹۴            |
| فورستناو   | رستوران کاخ شاون‌اشتاین | آندریاس کامینادا | ۲۰۱۱            |

### کرهٔ جنوبی
| مکان | نام رستوران | سرآشپز   | سه ستاره از سال |
| ---- | ----------- | -------- | --------------- |
| سئول | موسو        | سونگ آنه | ۲۰۲۳            |

### نروژ
| مکان | نام رستوران | سرآشپز           | سه ستاره از سال |
| ---- | ----------- | ---------------- | --------------- |
| اسلو | مائمو       | اسبن هولمبو بانگ | ۲۰۱۶            |

### هلند
| مکان  | نام رستوران | سرآشپز    | سه ستاره از سال |
| ----- | ----------- | --------- | --------------- |
| زووله | دلیبریه     | یونی بوئر | ۲۰۰۴            |